# Skagabyggð
Skagabyggð é um município na Islândia. Em 2021 tinha uma população estimada em 92 habitantes.